# 盟可睐
盟可睐（法語：Moncler S.p.A）是一家法国-意大利服装公司，主要銷售滑雪服飾。

## 历史
1952年创立于法国小镇莫内斯捷德克莱蒙，靠近法国城市格勒诺布尔。2003年被意大利企业家收购，2013年12月16日在意大利证券交易所挂牌上市。

## 画廊

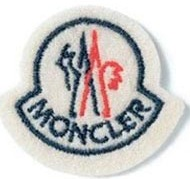
Logo
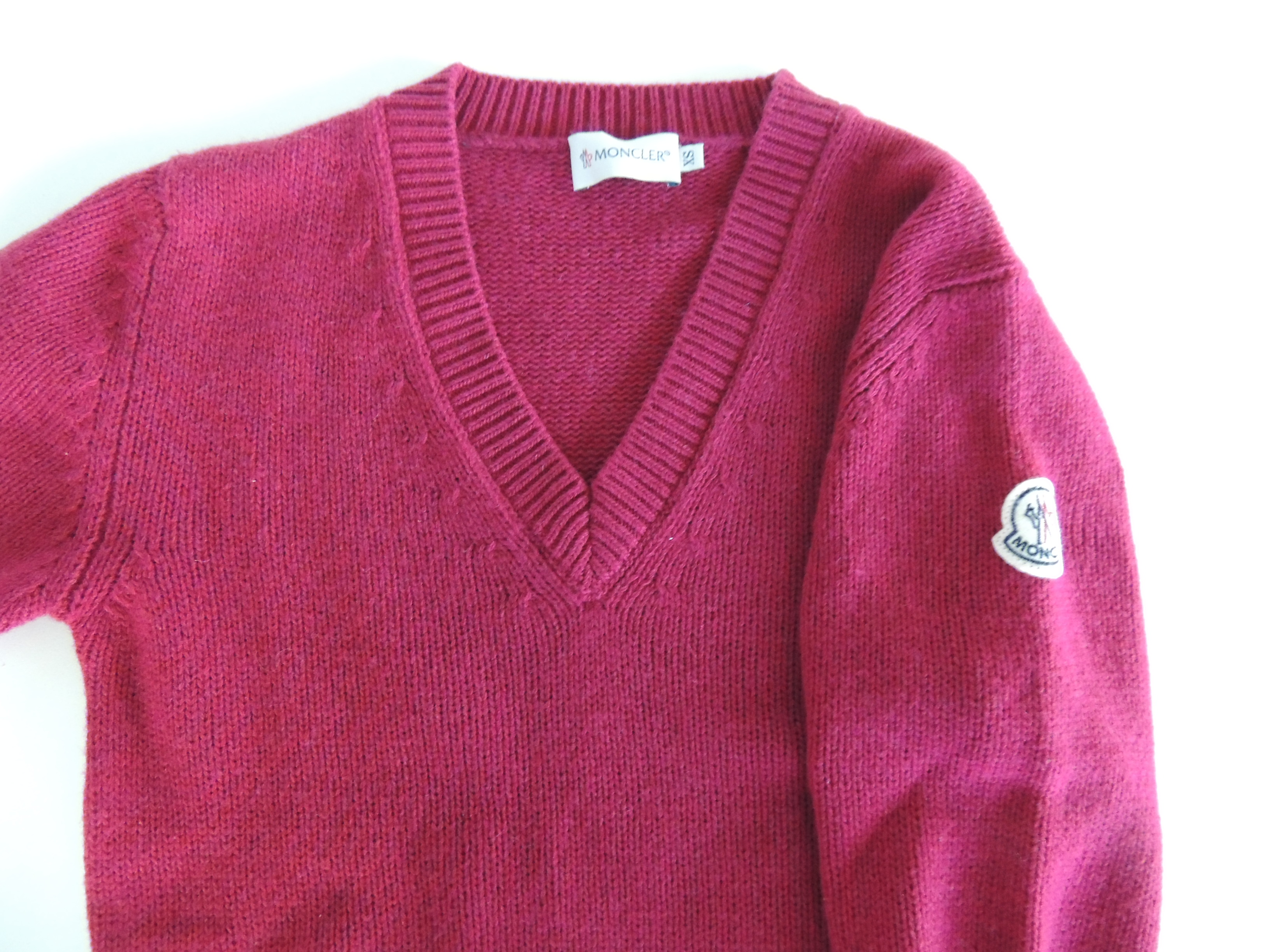
Logo
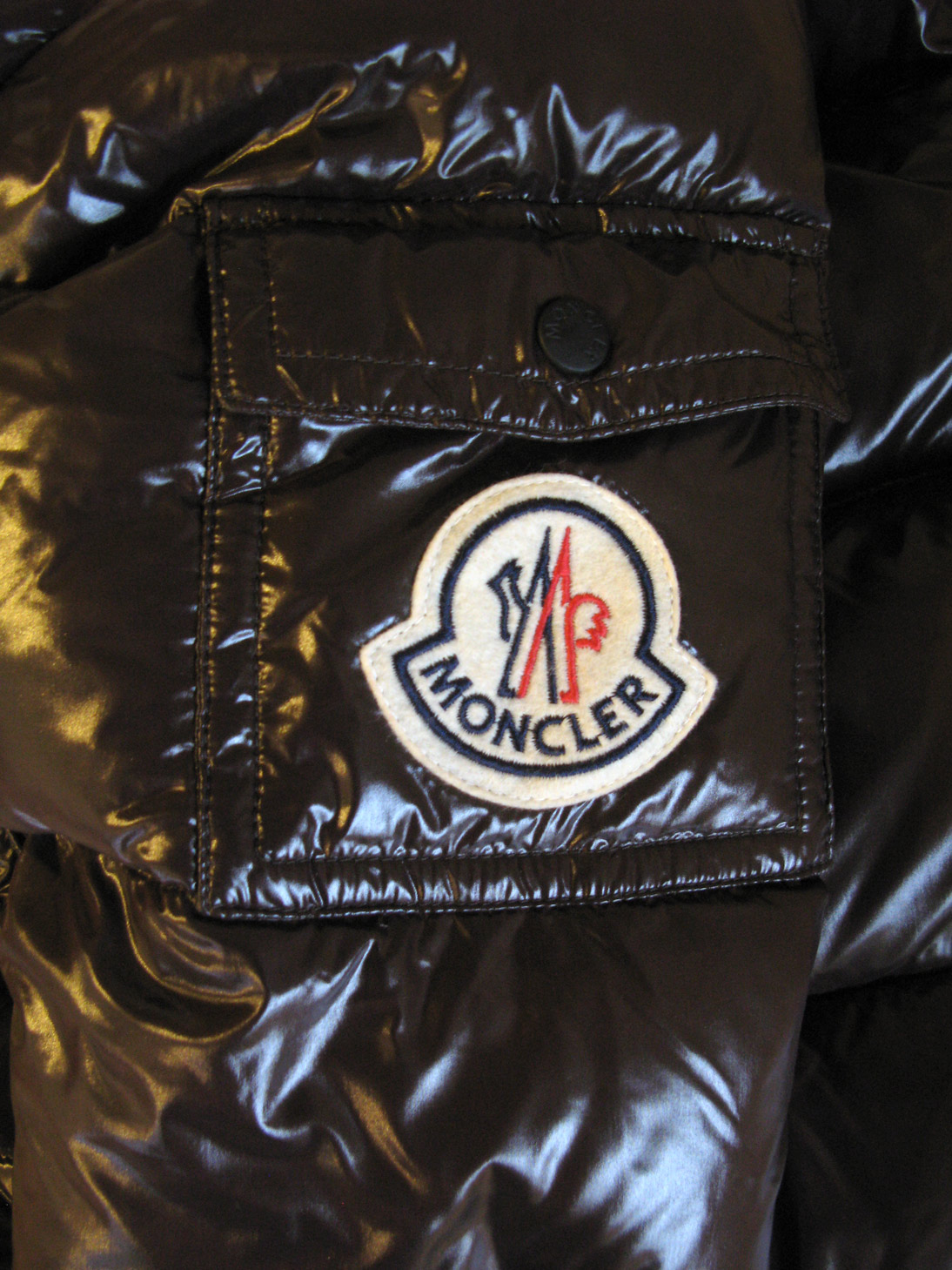
Logo
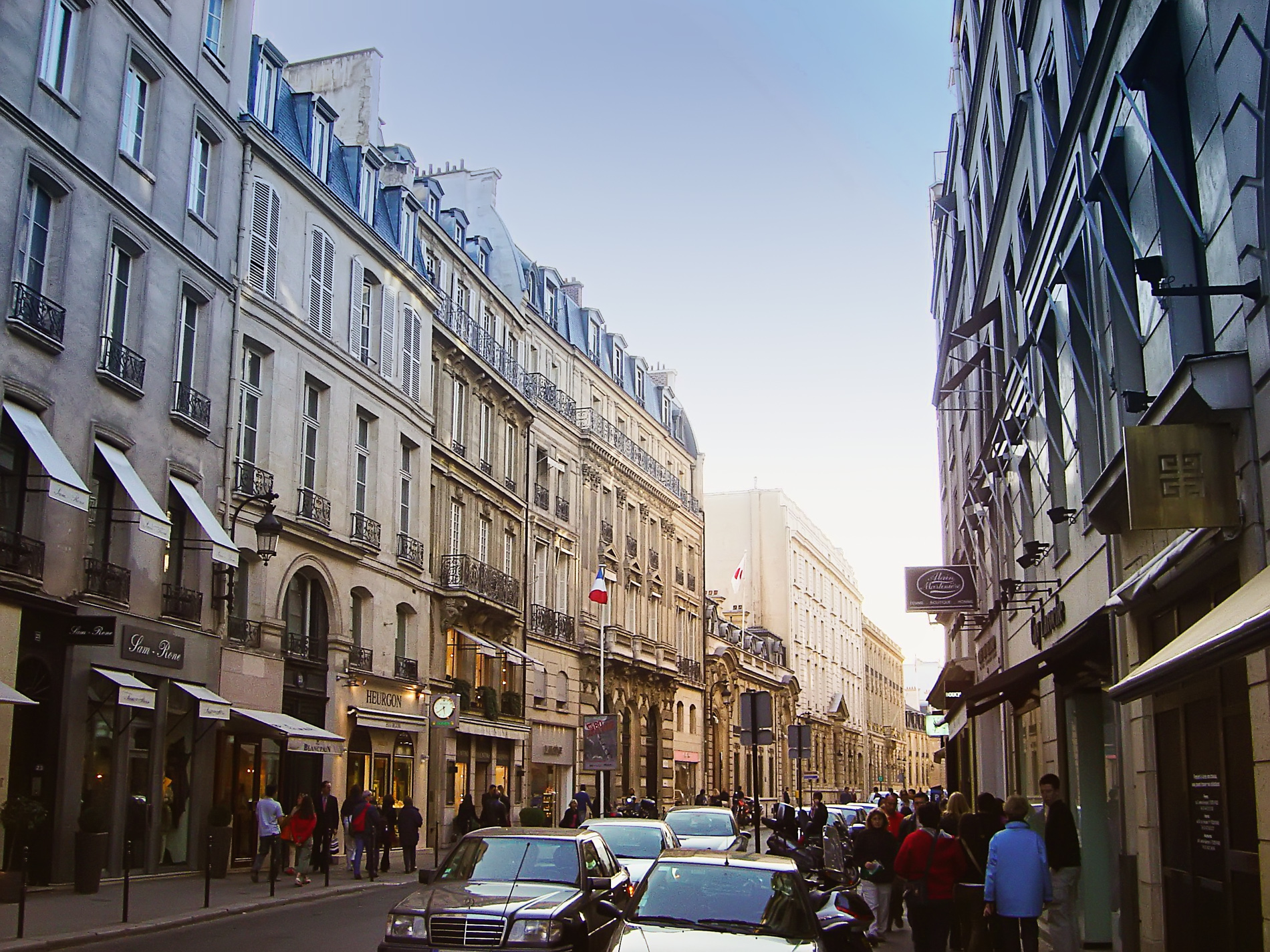
巴黎旗舰店